# جاش ویکرز
جاش ویکرز (انگلیسی: Josh Vickers؛ زادهٔ ۱ دسامبر ۱۹۹۵) بازیکن فوتبال اهل بریتانیا است.
از باشگاه‌هایی که در آن بازی کرده‌است می‌توان به باشگاه فوتبال بارنت اشاره کرد.